# Écouviez
Écouviez is een gemeente in het Franse departement Meuse in de regio Grand Est en telt 501 inwoners (1999). De plaats maakt deel uit van het arrondissement Verdun.

## Geografie
Écouviez is gelegen aan de Frans-Belgische grens. De route départementale 981 van Montmédy (Meuse) naar Virton is de hoofdverbinding van het dorp. Bij Écouviez stroomt de Ton in de Chiers.
| Aangrenzende gemeenten | Aangrenzende gemeenten | Aangrenzende gemeenten | Aangrenzende gemeenten | Aangrenzende gemeenten |
| ---------------------- | ---------------------- | ---------------------- | ---------------------- | ---------------------- |
|                        |                        |                        |                        |                        |
|                        |                        |                        |                        |                        |
| Verneuil-Grand         | Rouvroy (Luxemburg)    |                        |                        |                        |
|                        |                        |                        |                        |                        |
|                        |                        | Velosnes               |                        |                        |

De onderstaande kaart toont de ligging van Écouviez met de belangrijkste infrastructuur en aangrenzende gemeenten.

## Demografie
Onderstaande figuur toont het verloop van het inwonertal (bron: INSEE-tellingen).